# Kîșcenți, Mankivka
Kîșcenți (în ucraineană Кищенці) este o comună în raionul Mankivka, regiunea Cerkasî, Ucraina, formată numai din satul de reședință.

## Demografie
Componența lingvistică a comunei Kîșcenți
     Ucraineană (97,07%)
     Rusă (2,72%)
     Alte limbi (0,1%)
Conform recensământului din 2001, majoritatea populației comunei Kîșcenți era vorbitoare de ucraineană (97,07%), existând în minoritate și vorbitori de rusă (2,72%).